# Dinotrema tricarinae
Dinotrema tricarinae är en stekelart som beskrevs av Papp 2003. Dinotrema tricarinae ingår i släktet Dinotrema och familjen bracksteklar. Inga underarter finns listade i Catalogue of Life.